# Mohaman Gabdo Yaya
Mohaman Gabdo Yaya est un homme politique camerounais, Lamido du Lamidat de Banyo dans la région de l'Adamaoua. Il est sénateur nommé par le Président de la République du Cameroun depuis 2013.

## Biographie
Sa Majesté Mohaman Gabdo Yaya est le chef traditionnel de premier degré du Lamidat de Banyo dans le département du Mayo-Banyo, région de l'Adamaoua. Il voit le jour en 1942. Son intronisation s'effectue le 24 octobre 1997.

## Parcours politique

### Membre titulaire du comité central du RDPC
Militant du Rassemblement Démocratique du Peuple Camerounais (RDPC), le Lamido de Banyo a occupé de hautes fonctions au sein de ce parti politique. Il est notamment membre titulaire du comité central.

### Maire de la commune de Banyo
Il a été élu Maire de la commune de Banyo sous l'égide de son parti politique lors des Élections municipales camerounaises de 2007. C'est face à l'Union Nationale pour la Démocratie et le Progrès (UNDP) dans une ambiance électrique qu'il remporte cette élection. Il dirige l'exécutif municipal de 2007 à 2013. 

### Sénateur de la région de l'Adamaoua

#### Mandat 2013-2018
Lors des élections sénatoriales de 2013, il est désigné par le Chef de l’État comme Sénateur titulaire de la région de l'Adamaoua en vertu du décret N°2013/149 du 8 mai 2013. Il fait ainsi partie des chefs traditionnels désignés par le Président de la République lors de la première législature du Sénat camerounais. Il réaffirmera son engagement à mener à bien son mandat sénatorial lors de la célébration de ses 16 ans de règne. 

#### Mandat 2018-2023
En 2018, il bénéficie à nouveau de la confiance présidentielle lors de la deuxième législature. En effet, à la suite du décret N° 2018/242 du 12 avril 2018 portant nomination de Sénateurs, il est à nouveau Sénateur titulaire de la région de l'Adamaoua nommé par le Président Paul Biya. 

#### Mandat 2023-2028
Sa Majesté Mohaman Gabdo Yaya a l'opportunité de poursuivre l'exercice de ses fonctions de Sénateur titulaire lors de la troisième législature comme indiqué dans le décret N°2023/188 du 31 mars 2023. Il conduira en avril 2023 une délégation des 10 sénateurs de l'Adamaoua pour rendre une visite de courtoisie au Ministre, secrétaire général adjoint de la Présidence de la République, Mohamadou Moustafa. Ceci afin de transmettre leurs remerciements au Chef de l’État pour la confiance placée en eux par les dirigeants du parti. 

## Œuvres

### Engagement pour l'instauration des femmes notables
En octobre 2016, le Lamido de Banyo va élever 9 femmes au rang de notables. Il est le premier leader traditionnel dans le septentrion à introniser des femmes comme notables au même titre que les hommes. Il s'investit ainsi à renforcer la responsabilisation des femmes dans la gestion de la communauté pour qu'elles puissent participer à la prise de décision et veiller à la prise en compte de sujets délicats mais généralement négligés par les hommes.